# Lloret de Mar
Lloret de Mar (wym. kat. [ʎuˈɾɛd də ˈmar], wym. hiszp. [ʎoˈɾe(ð) ðe ˈmar]) – miasto w Hiszpanii, w prowincji Girona, na Costa Brava w Katalonii. Znany kurort oraz uzdrowisko. Lloret był miejscem akcji polskiego serialu Pamiętniki z wakacji, emitowanego od 2011 do 2013 produkowanego przez Polsat. Lloret de Mar sąsiaduje z miastem Blanes. Potocznie miasto jest nazywane „imprezową stolicą” Costa Brava.

## Historia
Pierwsza osada powstała w tym miejscu ok. 2000 lat temu. Zamieszkiwali tu Iberowie, a później Rzymianie. Miasto zostało założone w 1409 roku przez piratów z Tossa de Mar jako baza wypadowa ataków na aragońskie statki. Znajduje się tu także budynek, w którym przebywał Francisco Franco.

## Galeria zdjęć

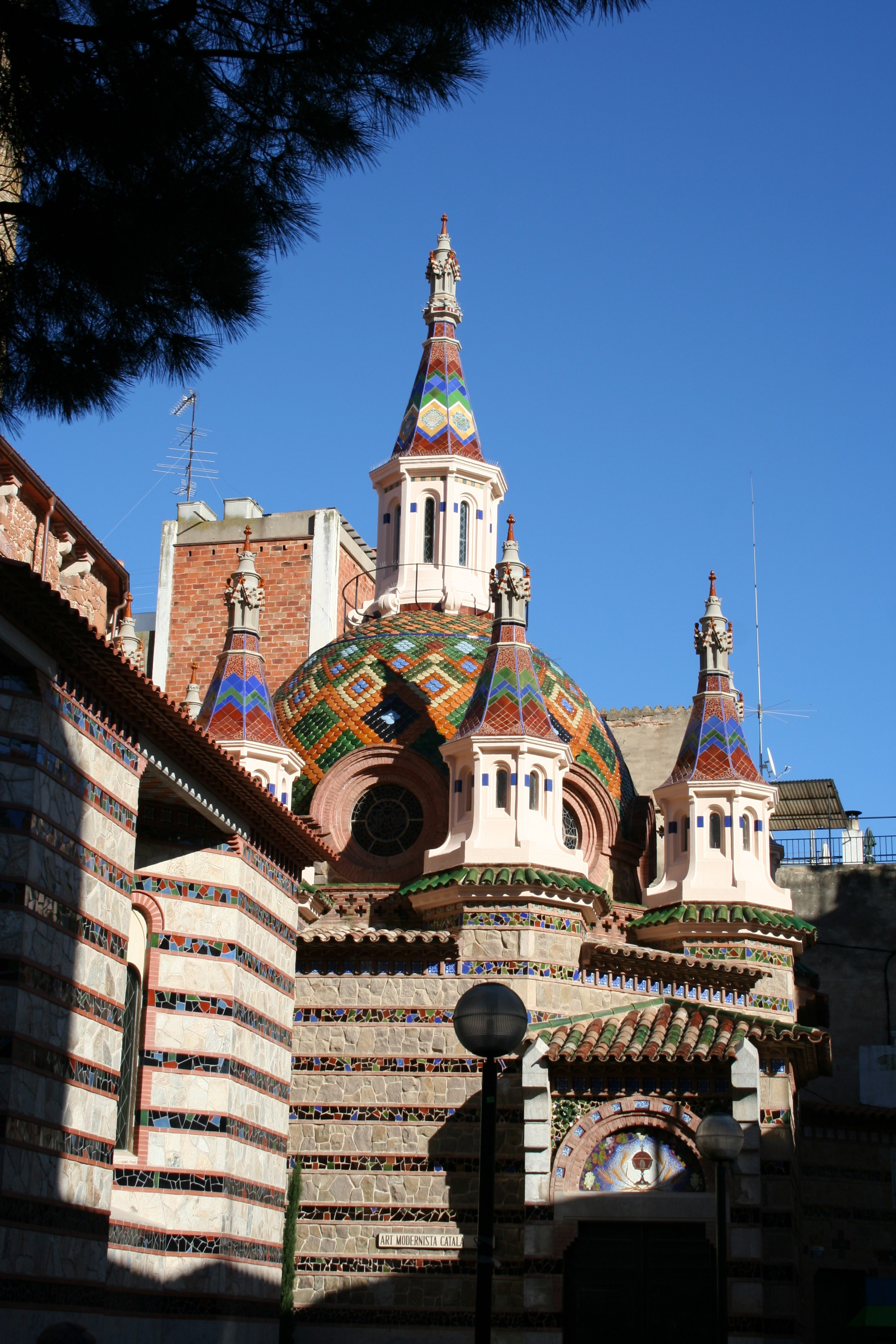
Gotycki kościół w Lloret de Mar

- Kąpielisko

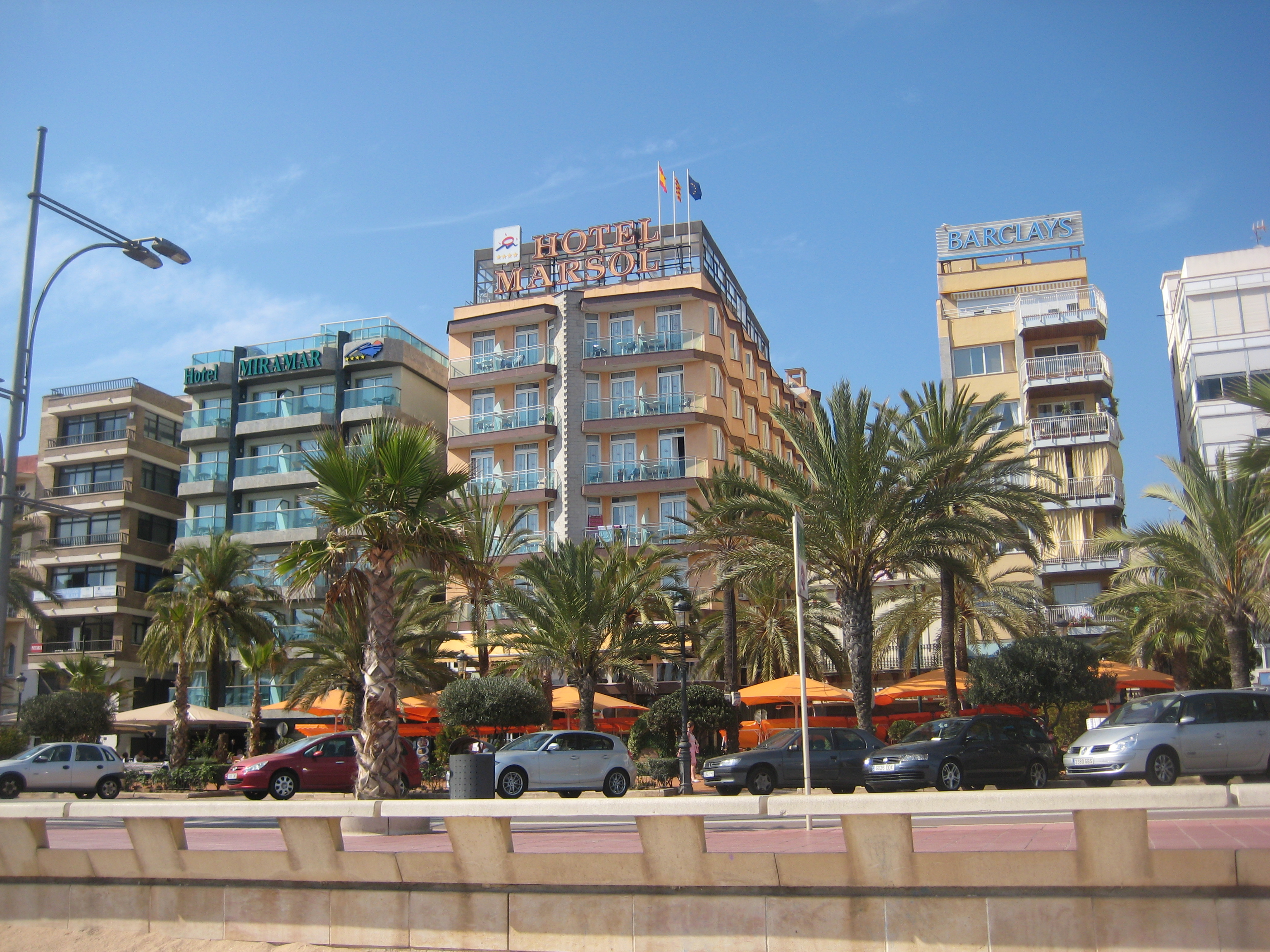
Typowe dla miasta wąskie fasady hoteli
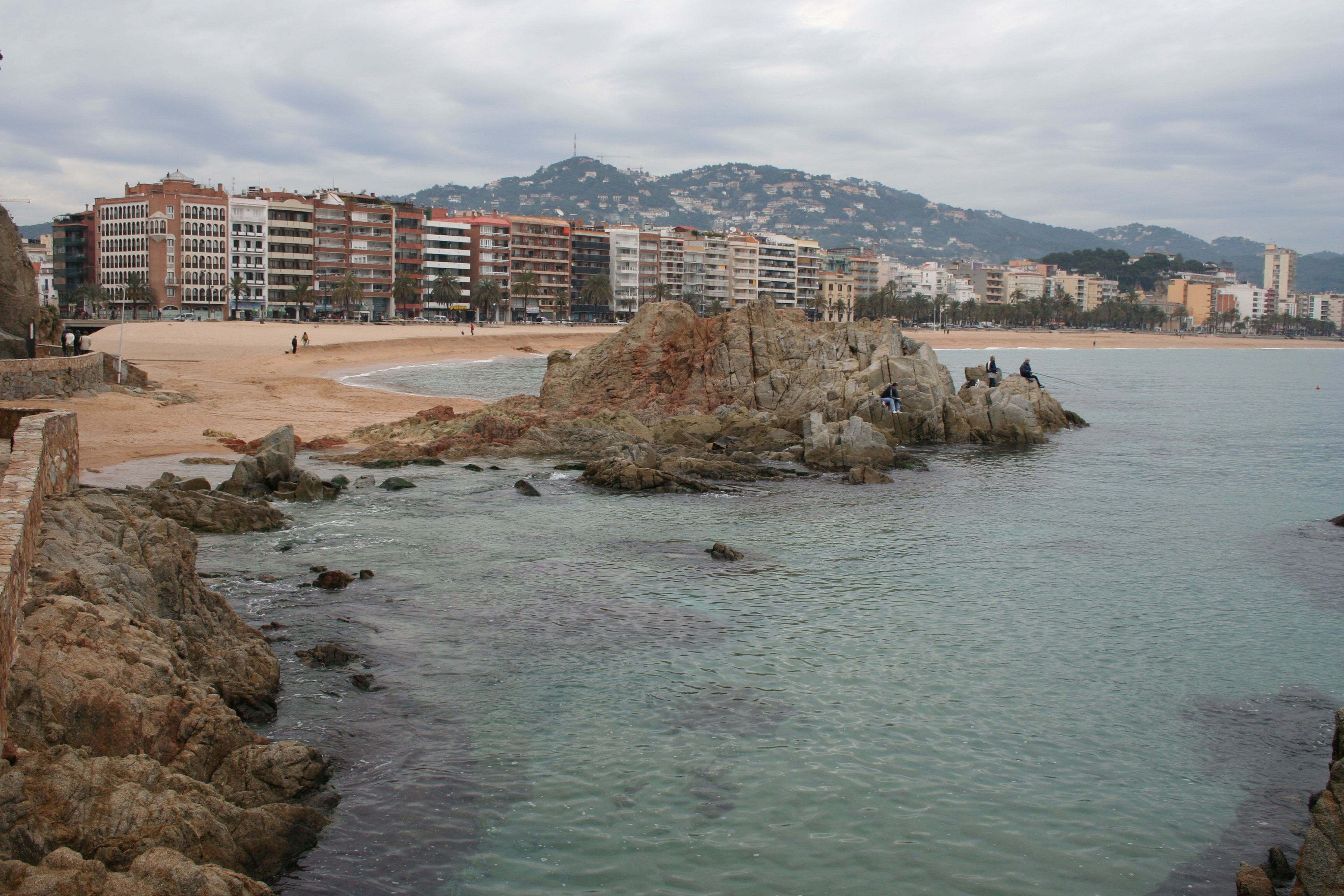
Plaża skalista
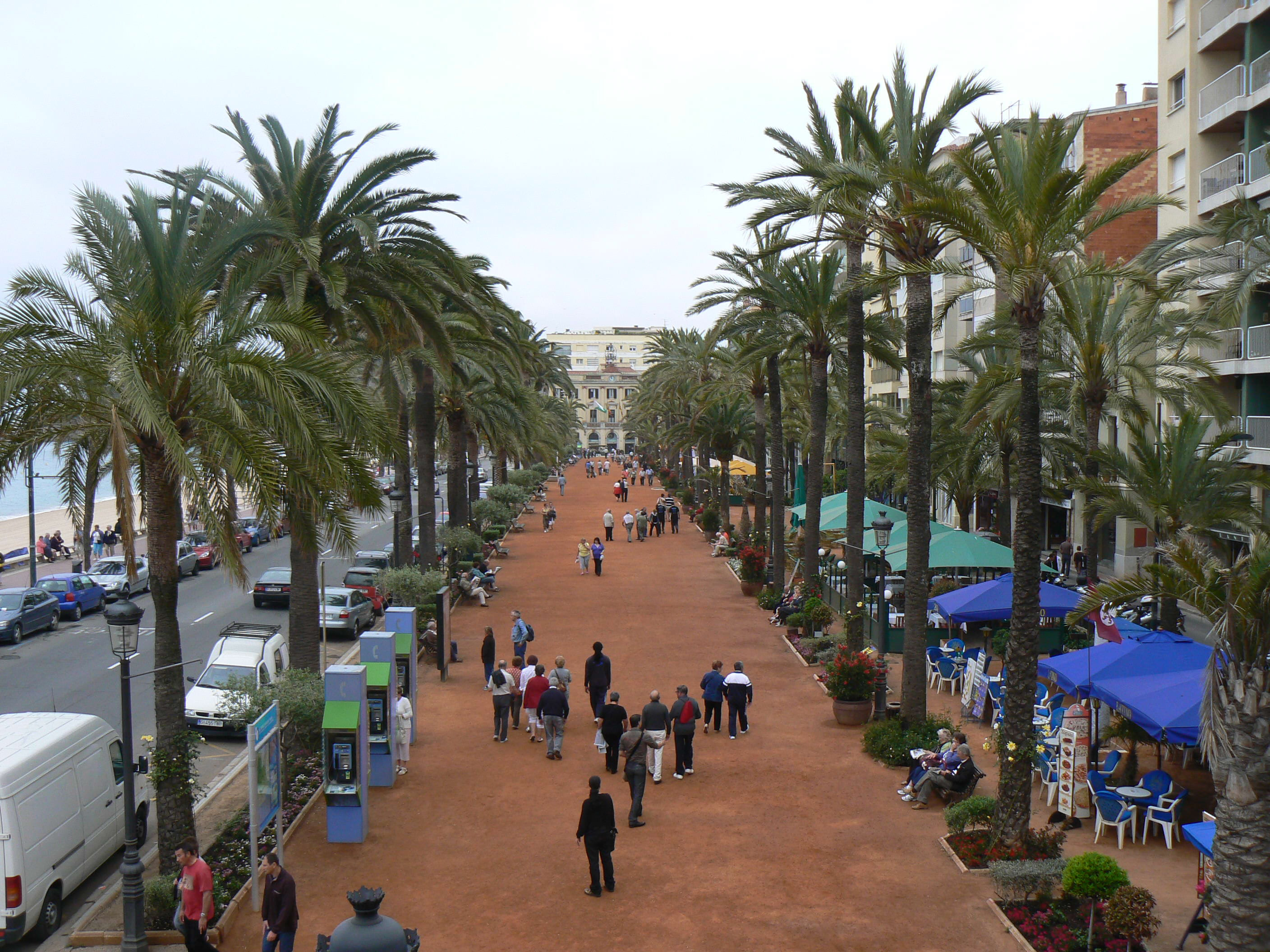
Promenada przy plaży

## Atrakcje turystyczne[3]
- gotycki kościół z początku XV w. z kolorowymi dachówkami,
- ufortyfikowany, prywatny zamek z 1929 r.,
- pomnik sardany,
- cmentarz z nagrobkami w stylu katalońskiej secesji,
- pomnik żony rybaka,
- ogrody św. Klotyldy
- kaplica św. Cyryka.